# Pulau Sipadan

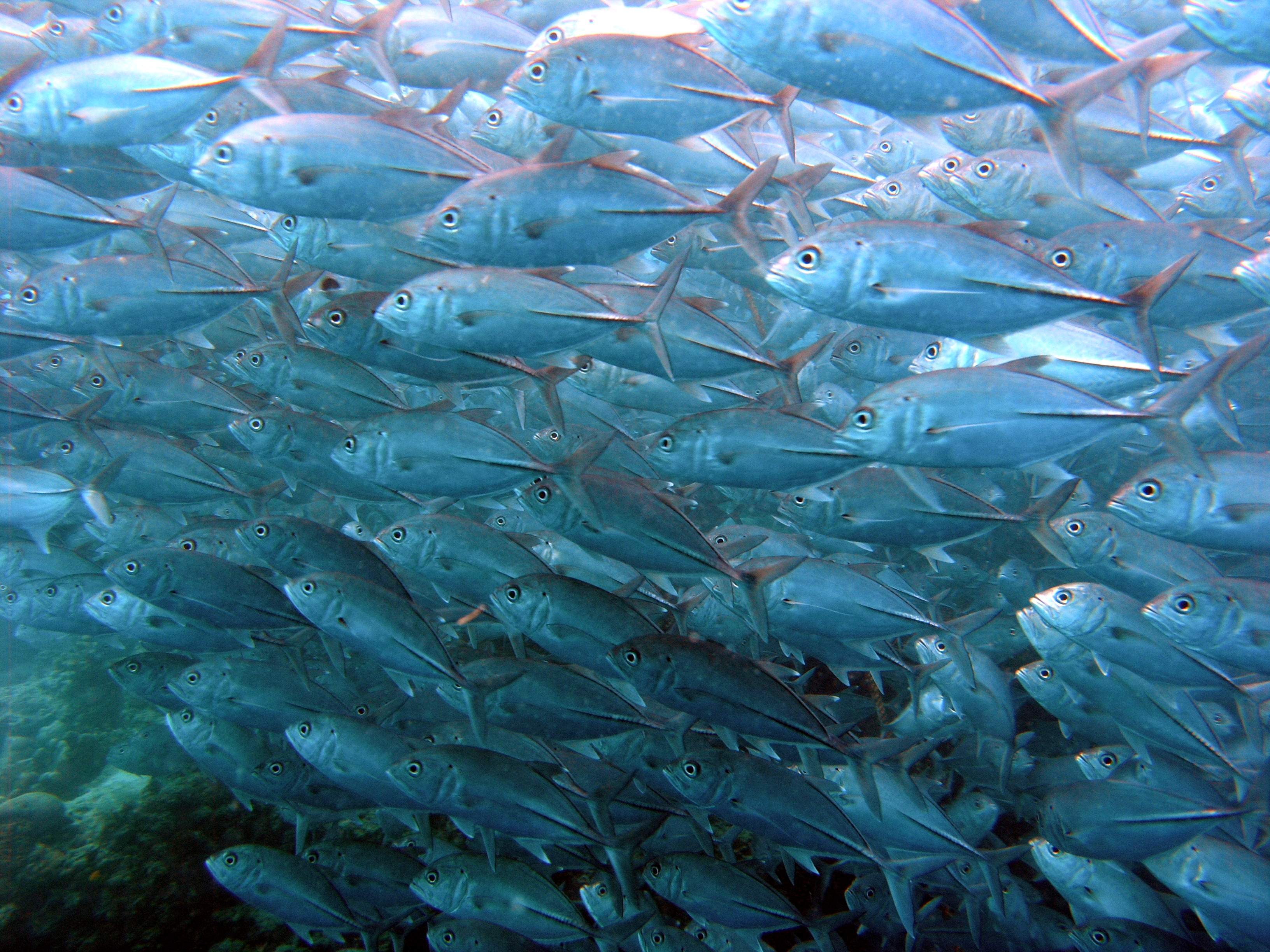
Tauchgebiet Sipadan

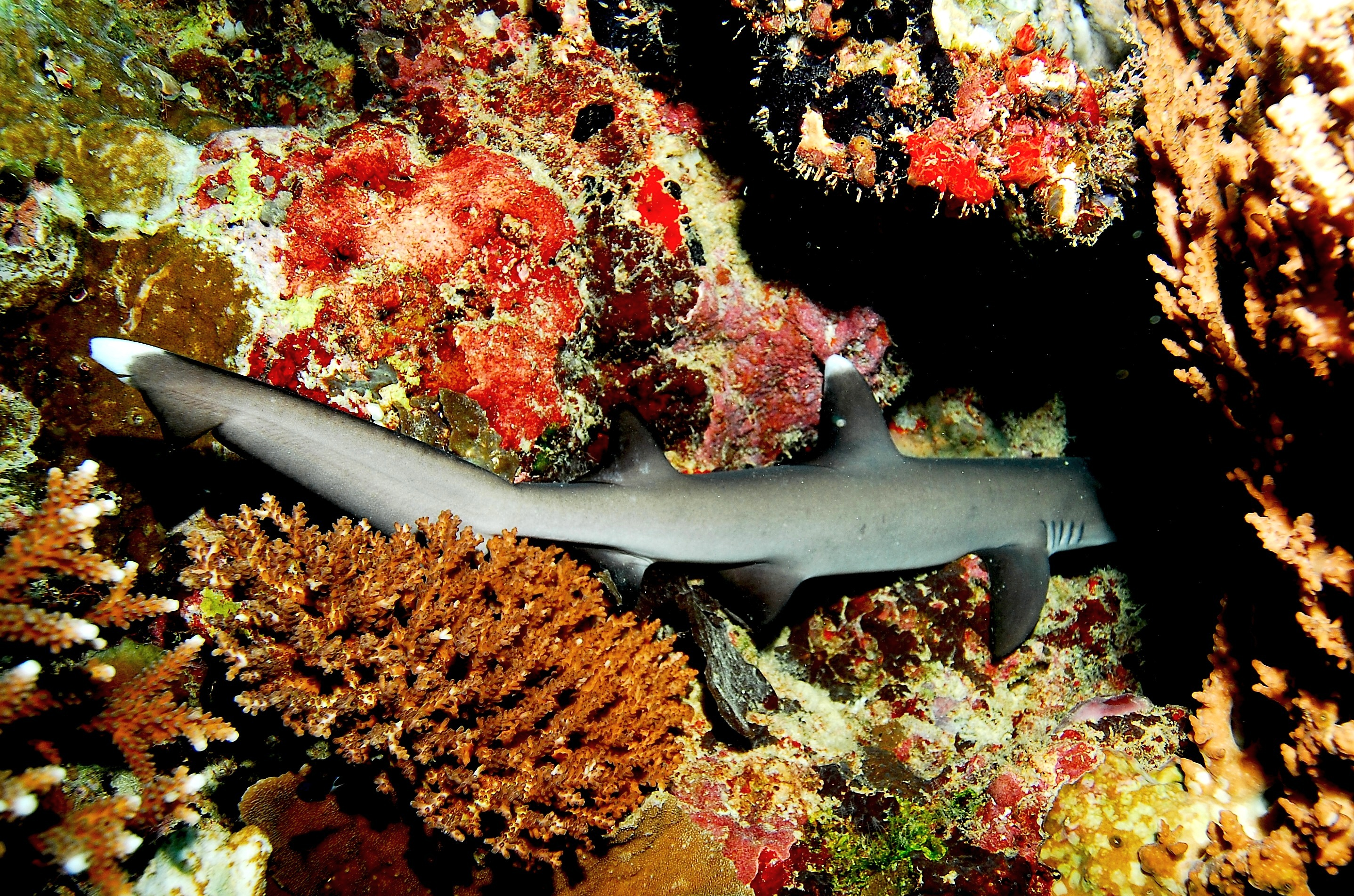
Riffhai Sipadan

Pulau Sipadan ist eine zu Malaysia gehörende Insel in der Celebessee östlich von Borneo. Sie liegt etwa 36 Kilometer vor der Küste und gehört zu Semporna im malaysischen Bundesstaat Sabah. Die Insel wurde international bekannt durch den Entführungsfall Abu Sajaf im Jahr 2000, bei dem ausländische Touristen von islamischen Terroristen entführt wurden.

## Beschreibung
Die 13 Hektar große Insel hat eine Länge von 600 Meter und eine Breite von 250 Meter. Die bewaldete Insel erhebt sich bis zu einer Höhe von 20 Meter aus dem Meer.
Pulau Sipadan gehört zusammen mit den Inseln Pulau Kapalai, Pulau Danawan, Pulau Ligitan, Pulau Si Amil und Pulau Mabul zur sogenannten „Ligitan-Gruppe“.

## Geschichte
In der jüngsten Vergangenheit waren die Inseln Pulau Ligitan und Pulau Sipadan Auslöser von zwischenstaatlichen Streitigkeiten Malaysias und Indonesiens. Indonesien sprach Malaysia unter Berufung auf die historische Aufteilung von Pulau Sebatik entlang einer Linie 4° 10' nördlicher Breite das Hoheitsrecht über die beiden Inseln ab. Indonesien argumentierte, dass die von der holländisch-britischen Grenzkommission am 17. Februar 1913 festgelegte Linie auch für alle Inseln östlich von Sebatik gelte. Der Internationale Gerichtshof in Den Haag folgte dieser Argumentation jedoch nicht und legte 2002 fest, dass die Inseln der Ligitan-Gruppe zu Malaysia gehören. Als maßgebliche Entscheidungsgründe sahen die Richter dabei die Tatsache an, dass von den Rechtsvorgängern Malaysias, nämlich der North Borneo Chartered Company und später dem Vereinigten Königreich, "über einen langen Zeitraum eine gesetzgebende, administrative und quasi-juristische Funktion ausgeübt wurde". Diesen Aktivitäten hätten weder Indonesien noch sein Rechtsvorgänger, die Niederlande, jemals widersprochen.
Einen Anspruch der Philippinen auf die Inseln war bereits 2001 vom Gericht abgewiesen worden.
Im „Entführungsfall Abu Sajaf“ wurden im Jahr 2000 insgesamt 22 Hotelangestellte und Touristen, darunter eine dreiköpfige Familie aus Deutschland, von der islamistischen Terrorgruppe Abu Sajaf aus einem Tauchresort der Insel entführt und auf die philippinische Insel Jolo verschleppt. Teilweise kamen sie erst nach mehrmonatiger Geiselhaft im philippinischen Dschungel wieder frei.

## Tauchsport
Sipadan ist als Tauchgebiet bekannt. Der Reichtum an maritimem Leben ist enorm und reicht von Riffhai (Foto) und Barracuda bis zu den verschiedensten Büffelkopf-Papageifischen (Bolbometopon muricatum). Zudem können auch Schildkröten in großer Zahl beobachtet werden.
Die wichtigsten Tauchplätze auf Pulau Sipadan sind:
| - Barracuda Point - Coral Garden - The Drop Off | - Hanging Gardens - Sipadan Midreef - South Point | - Staghorn Crest - Turtle Cavern - Whitetip Avenue |

## Naturschutz
2004 wurde die Insel zum Naturschutzgebiet erklärt und das dortige Touristenresort geschlossen. Die nächsten Resorts befinden sich auf den nahe gelegenen Inseln Pulau Mabul oder Pulau Kapalai. Die Insel darf seither nur noch bei Tageslicht von einer begrenzten Anzahl von Personen besucht werden und es ist nicht mehr erlaubt, auf der Insel zu übernachten. Auch das Betreten eines großen Teils der Insel wurde eingeschränkt. Einzig eine kleine Militär- und Polizeistation ist noch bewohnt.